# Resolutie 295 Veiligheidsraad Verenigde Naties
Resolutie 295 van de Veiligheidsraad van de Verenigde Naties werd door de Veiligheidsraad van de Verenigde Naties unaniem aangenomen op 3 augustus 1971. De Veiligheidsraad besloot een feitenmissie naar Guinee te sturen in verband met de Portugese aanvallen op dat land vanuit diens naastgelegen kolonie Portugees-Guinea.

## Achtergrond
Toen na de Tweede Wereldoorlog de dekolonisatie van Afrika op gang kwam, ontstonden ook in de Portugese koloniën op het continent onafhankelijkheidsbewegingen. In tegenstelling tot andere Europese landen voerde het dictatoriale regime dat Portugal destijds kende dertien jaar lang oorlog in Angola, Guinee-Bissau, Kaapverdië en Mozambique. Behalve in Guinee-Bissau kon het Portugese leger overal de bovenhand halen, maar de oorlog kostte handenvol geld en het land raakte internationaal geïsoleerd. Pas toen de Anjerrevolutie in 1974 een einde maakte aan de dictatuur, werden ook de koloniën als laatsten in Afrika onafhankelijk.
Anno 1971 was Guinees buurland Portugees-Guinea een kolonie van Portugal. Rebellen die vochten voor de onafhankelijkheid ervan werden door Guinee gesteund. Daarom voerde Portugal geregeld militaire aanvallen uit op Guinee, waar de rebellen ook hun hoofdkwartier hadden.

## Inhoud
Men had een klacht van Guinee ontvangen en een verklaring van het land gehoord. Besloten werd om een missie bestaande uit drie leden van de Veiligheidsraad naar Guinee te sturen om onmiddellijk over de situatie te rapporteren. Deze missie zou worden samengesteld na consultatie tussen de voorzitter van de Raad en secretaris-generaal U Thant.

## Verwante resoluties
- Resolutie 290 Veiligheidsraad Verenigde Naties
- Resolutie 294 Veiligheidsraad Verenigde Naties
- Resolutie 302 Veiligheidsraad Verenigde Naties
- Resolutie 312 Veiligheidsraad Verenigde Naties

Lijst ·  292 ·  293 ·  294 ·  295 ·  296 ·  297 ·  298 ·  299 ·  300 ·  301 ·  302 ·  303 ·  304 ·  305 ·  306 ·  307